# Germiston
|  |  |  |  |
|  |  |  |  |
|  |  |  |  |

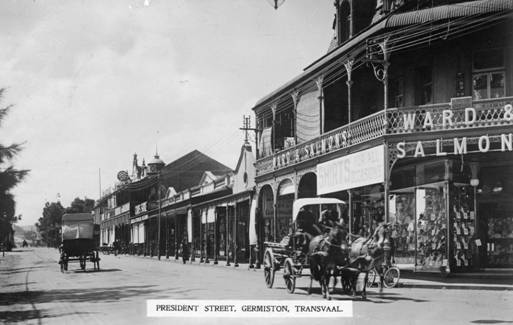
Presidentstraat, Germiston (1910)

Germiston é uma cidade sul-africana na província de Gauteng.

## Generalidades
Foi fundada no início da corrida do ouro, quando dois garimpeiros, John Jack e Simmer Vacha.
A maior refinaria do mundo, a Refinaria Rand, fundada em 1921, tem sede em Germiston.